# 윤관 (법조인)
윤관(尹錧, 1935년 4월 1일~2022년 11월 14일)은 대한민국의 제12대 대법원장을 지낸 법조인이다. 본관은 해남(海南)이며, 고산 윤선도의 12대손이다.

## 학력
- 광주고등학교 졸업(1954년)
- 연세대학교 법정학과 학사(1958년)

## 생애
전라남도 해남군 출신이다. 1958년 연세대학교 법과대학을 졸업하고, 1958년 제10회 고등고시 사법과에 합격하였다. 1958년에서부터 1965년까지 7년 동안 해군 법무관으로 복무(1965년 대위 예편)하고 1965년 광주지방법원 판사에 임용된 이후 1970년 광주고등법원 판사, 1972년 대법원 재판연구관, 1973년부터 1975년까지 장흥지원장, 순천지원장, 1975년부터 1981년까지 서울민사지법, 서울형사지법, 광주고법, 서울고법에서 부장판사를 하고 1981년 서울지법 북부지원장, 1982년 서울고등법원 수석 부장판사, 1983년 청주지방법원장, 1984년 전주지방법원장을 지냈고, 1993년 제12대 대법원장을 역임하였으며, 1999년 대법원장을 퇴임했다.  
2022년 11월 14일 오전에 숙환으로 사망하였다.

## 가족 관계
- 배우자: 오현 (1936년 7월 10일 ~ )
  - 아들: 윤준(1961년 ~ , 장남), 윤영신(1962년 ~ , 차남), 윤영보(삼남), 윤영두(사남)
    - 며느리: 김민정(장자부), 김수정(차자부), 정유진(삼자부), 신정아(사자부)

그 이외의 친가의 친인척의 관계로는 윤형식(고산 윤선도 선생의 14대 종손)은 변호사 윤관 전직 대법원장의 삼종손(6촌 재종형의 손자)이며 윤관 전직 대법원장은 한때 삼종손 윤형식과 아울러 《고산 윤선도 유물관》의 박물위원을 역임하였다.